# Bishop's Waltham
Bishop's Waltham este un oraș în comitatul Hampshire, regiunea South East, Anglia. Orașul se află în districtul City of Winchester. 